# Terminal de buses Collao
El Terminal Collao es el principal terminal de buses de la ciudad de Concepción y el segundo más grande de Chile.
Está ubicado en Tegualda 860, esquina Ruta 146.

## Historia
Antes de la construcción del terminal Collao, los buses llegaban a distintos puntos de la ciudad de Concepción, entre ellos la calle Prat, Plaza Condell o en calles cercanas a los Tribunales de Justicia, hasta que en el año 1980 se licita la construcción del nuevo terminal interprovincial en el sector Collao de Concepción..
Durante el Temporal del Biobío en 2006, el terminal se inundó por completo debido al desborde del Río Andalién.
El terminal de buses Collao fue totalmente remodelado el año 2016, modernizando y mejorando el estándar del principal terminal de la octava región, incorporando estacionamientos, ascensores, baños públicos, oficinas, además de renovados andenes para autobuses.
Durante la pandemia de COVID-19 el terminal fue centro de fiscalización y control de viajeros debido a la contingencia sanitaria, incluso debido a la baja demanda se pensó en el cierre temporal de la instalación.

## Líneas de buses

### Actuales
- Turbus
- Pullman Bus
- EME Bus
- Buses Bio Bio
- Pullman Tur
- TJM Hermanos
- Buses Jeldres
- Buses Laja
- ETM
- Línea Azul
- Buses Nilahue
- Linatal
- Vía Bariloche
- Nar Bus
- Igi Llaima
- Buses Jordan
- Travel Tur
- ivergrama
- transantin
- RCB bus
- TPL talca, paris & londres

### Futuras empresas en operar desde Concepción
- flixbus
- andimar

### Anteriores o dejaron de recorrer Concepción
- Buses JM
- Jota Ewert
- buses cruz del sur
- thaebus
- cañetebus
- sol de lebu
- sol del pacifico sur

## Destinos
Salidas a los siguientes destinos:
- Villa Alemana - Tur Bus,
- Quilpué - Tur Bus,
- Viña del Mar - Tur Bus, EME Bus
- Valparaíso - Tur Bus, EME Bus
- Santiago - Tur Bus, EME Bus, Pullman Tur, Traveltur, ivergrama, Via costa
- Rancagua terminal ohiggins Pullman Tur,
- Rancagua sur Tur Bus, EME Bus, Pullman Tur, Traveltur, ivergrama, Via costa
- Curicó Tur Bus, Pullman Bus
- Talca terminal lorenzo varoli Buses TPL, Linatal, Turbus
- Chillán Buses bio bio, buses TPL, linatal, via costa, turbus
- Los Ángeles pullman tur, buses TJM hermanos, buses bio bio
- Victoria Buses BioBio Turbus
- Temuco Buses etm, Pullman tur, Buses Jordan, Turbus, Buses BioBio
- Pucón-Villarica buses ivergrama,pullman tur, turbus
- PitrufquénBuses etm, Pullman tur, Buses Jordan, Turbus
- GorbeaBuses etm, Pullman tur, Buses Jordan, Turbus
- LoncocheBuses etm, Pullman tur, Buses Jordan, Turbus
- Lanco
- San José de la Mariquina
- Máfil
- Valdivia Buses ETM, Turbus
- Osorno Buses etm, Pullman tur, Buses Jordan, Turbus
- Frutillar Buses etm, Pullman tur, Buses Jordan, Turbus
- Puerto Varas buses ETM,Turbus, Buses jordan
- Puerto Montt Buses etm, Pullman tur, Buses Jordan, Turbus
- Pargua buses ETM
- Chacao buses ETM
- Ancud buses ETM
- Castro buses ETM